# Ховланд, Карл Ивер
Карл И́вер Хо́вланд (англ. Carl Iver Hovland; 12 июня 1912, Чикаго — 16 апреля 1961, Нью-Хейвен — американский психолог, профессор Йельского университета, основатель Йельской школы убеждающей коммуникации.

## Научная деятельность
Ховланд известен своими исследованиями в сфере массовой коммуникации. Во время Второй мировой войны Ховланд изучал вопросы активности индивида в массовых коммуникациях. Ховланд представлял коммуникативный процесс как стимулы и реакции индивида и опосредующие их психические процессы. Исследования этого периода широко известны как «Йельская исследовательская программа массовых коммуникаций».
В 1942 году в ходе этой программы Ховланд экспериментировал с убеждающим влиянием обучающих кинофильмов на солдат американской армии. Анализируя воздействие этих фильмов, он разработал программу оценки эффективности разных параметров сообщения. Ховланд менял параметры в рамках известной модели «Источник — Сообщение — Канал — Получатель», чтобы выяснить наиболее эффективные сочетания параметров. В результате образовалась следующая цепочка переменных, подлежащая экспериментальной проверке:
- Компоненты коммуникативного процесса
- Независимые переменные, относящиеся процесса к убеждению (изменению отношения)
- Переменные источника
- Желание убедить
- Привлекательность источника
- Близость источника и получателя
- Власть источника
- Доверие к источнику
- Переменные сообщения
- Понятность
- Число используемых аргументов
- Вознаграждение внутри сообщения
- Увеличение/уменьшение страха
- Положительные или положительные и отрицательные аргументы
- Порядок презентации сообщения
- Повтор сообщения
- Стиль презентации
- Переменные канала
- Межличностное общение или массмедиа
- Характеристики канала
- Переменные получателя
- Ум
- Самоуважение
- Различия по полу

Недостатком этих исследований, как отмечал Ховланд, было то, что приходилось рассматривать фиксированные сообщения, вводимые созданными фильмами. При просмотре этих фильмов солдаты усваивали новую информацию, но эффект убеждения, затрагивающий их установки и поведение, был весьма ограниченным. Как выяснилось, эффект убеждения зависит от многих факторов, способных его ослаблять. Это связано с общей закономерностью, которая заключается в том, что знания могут меняться сильнее, чем отношение к тому или иному объекту.

После окончания Второй мировой войны Ховланд продолжил исследования в Йельском университете и обнаружил, что успешный процесс убеждения включает три последовательных этапа: «Внимание — Понимание — Принятие», то есть слушатели должны обратить внимание на соответствующее сообщение, понять его содержание и согласится с ним. В 1953 году Ховланд, Джанис и Келли опубликовали книгу «Коммуникация и убеждение», в которой выдвинули программу исследования установок, основывающуюся на инструментальной модели научения. Они определили убеждающую коммуникацию как
процесс, с помощью которого индивид (коммуникатор) распространяет стимулы (обычно вербальные) с целью изменения поведения других индивидов (аудитории).
Одним из основных способов, с помощью которых убеждающая коммуникация вызывает сдвиг установок, авторы Йельской школы считали изменение соответствующих мнений. Мнения они определяли как вербальные реакции, которые индивид даёт в ответ на стимульную ситуацию, содержащую определённые «вопросы». Установки, с их точки зрения, это 
такие имплицитные реакции, которые ориентрованы на принятие-отвержение данного объекта, личности или символа.
 Таким образом, мнения или убеждения отражают информацию об объекте, имеющуюся у субъекта.
Согласно Ховланду, установки могут быть изменены путём изменения мнений (информации), касающихся объекта. Мнения, как и другие свойства личности, имеют тенденцию сохраняться, пока человек не подвергнется новому обучающему опыту. Единственный способ, с помощью которого можно приобрести новое мнение, состоит в том, чтобы подвергнуться воздействию убеждающей коммуникации, аргументировано обосновывающей необходимость принятия нового мнения.
В своих исследованиях в области убеждения Ховланд пришел к ряду выводов, которые сегодня считаются классическими:
1. Источники с высоким уровнем доверия ведут к большим изменениям отношений сразу после акта коммуникации.
2. Слабое использование страха ведёт к большим изменениям, чем сильная опора на страх.
3. Чисто позитивные сообщения лучше влияют на людей с низким уровнем образования. На людей с высшим образованием лучше воздействует выдача как позитивных, так и негативных аргументов (аргументов «за» и «против»).
4. Наличие в сообщении чёткого вывода действует лучше, чем спрятанный вывод.
5. Индивиды, связанные с группой, слабее подвергаются воздействию по вопросам, вступающим в противоречие с групповыми нормами.

## Труды
- The generalization of conditioned responses. I. The sensory generalization of conditioned responses with varying frequencies of tone. J. Gen. Psychol, 1937. — 17:125-48.
- Experimental studies in rote-learning theory. I. Reminiscence following learning by massed and by distributed practice. J. Exp. Psychol, 1938. — 22:201-24.
- Experimental studies in rote-learning theory. V. Comparison of distribution of practice in serial and paired-associate learning. J. Exp. Psychol, 1939. — 25:622-33.
- With C. L. Hull, R. T. Ross, M. Hall, D. T. Perkins, and F. B. Fitch. Mathematico-Deductive Theory of Rote Learning: A Study in Scientific Methodology. New Haven: Yale University Press, 1940.
- With R. R. Sears. Minor studies of aggression. VI. Correlation of lynchings with economic indices. J. Psychol, 1940. — 9:301-10.
- Psychology of the communicative process. In Communications in Modern Society, ed. W. Schramm, Urbana: University of Illinois Press, 1948. — pp. 59–65.
- Social communication. Proc. Am. Philos. Soc., 1948. — 92:371-75.
- With A. A. Lumsdaine and F. D. Sheffield. Experiments on Mass Communication. Princeton: Princeton University Press, 1949.
- Human learning and retention. In Handbook of Experimental Psychology, ed. S. S. Stevens. New York: Wiley, 1951. — pp. 613–89.
- A «communication analysis» of concept learning. Psychol. Rev., 1952. — 59:347-50.
- With I. L. Janis and H. H. Kelley. Communication and Persuasion: Psychological Studies of Opinion Change. New Haven: Yale University Press, 1953.
- With W. Weiss. Transmission of information concerning concepts through positive and negative instances. J. Exp. Psychol, 1953. — 45:175-82.
- With H. C. Kelman. «Reinstatement» on the communicator in delayed measurement of opinion change. J. Abnorm. Soc. Psychol, 1953. — 48:327-35.
- Effects of the mass media of communication. In Handbook of Social Psychology / ed. G. Lindzey Cambridge, Mass.: Addison-Wesley, 1954. — vol. 2, pp. 1062–1103.
- With K. H. Kurtz. Concept learning with differing sequences of instances. J. Exp. Psychol. 1956. — 51:239-43.
- With others. The Order of Presentation in Persuasion. New Haven: Yale University Press, 1957
- Reconciling conflicting results derived from experimental and survey studies of attitude change. Am. Psychol, 1959. — 14:8-17.
- With others. Personality and Persuasibility. New Haven: Yale University Press, 1959
- With L. N. Morrisett. A comparison of three varieties of training in human problem solving. J. Exp. Psychol, 1959. — 58:52-55.
- Computer simulation of thinking. Am. Psychol, 1960. — 15:687-93.
- With E. B. Hunt. Computer simulation of concept attainment. Behav. Sci, 1960. — 5:265-67.
- With E. G. Hunt. Order of consideration of different types of concepts. J. Exp. Psychol, 1960. — 59:220- 25.
- With M. J. Rosenberg, W. J. McGuire, R. P. Abelson, and J. W. Brehm. Attitude Organization and Change: An Analysis of Consistency Among Attitude Components. New Haven: Yale University Press, 1960.
- With R. N. Shepard and H. M. Jenkins. Learning and memorization of classifications. Psychol. Monogr. No. 75, (13, Whole No. 517). 1961
- With M. Sherif. Social Judgment: Assimilation and Contrast Effects in Communication and Attitude Change. New Haven: Yale University Press, 1961